# Henrique Filipe de Orléans
Henrique Filipe Maria de Orléans (em francês: Henri Philippe Mare d'Orléans; Ham, 16 de outubro de 1867 — Saigon, 9 de agosto de 1901), foi um príncipe francês da Casa de Orléans, escritor, naturalista, fotógrafo e explorador. O terceiro filho do príncipe Roberto, Duque de Chartres, e de sua esposa, a princesa Francisca de Joinville.

## Biografia
Nascido no distrito de Ham, em Londres, Inglaterra, Henrique era o segundo filho de Roberto de Orléans, o Duque de Chartres, e de sua esposa Francisca de Orléans. Era descendente do rei Luís Filipe I da França e do imperador e rei, D. Pedro I do Brasil & IV de Portugal.
Em 1889, sob insistência de seu pai, Henrique realizou uma viagem, juntamente com Gabriel Bonvalot e Constant de Deken, pela Sibéria até o Hanoi. No caminho da viagem, eles atravessaram a cordilheira do Tibete. Seus estudos renderam-lhe medalhas de ouro da Sociedade Geográfica de Paris.
Em 1892, o príncipe fez uma pequena viagem de exploração à África Oriental, visitando, um pouco depois, Madagascar, procedendo para Tonkin. Quando esteve em Assam, descobriu o rio Irauádi, o que lhe garantiu a Legião de Honra. Em 1897, ele revisitou a Abssínia (hoje Etiópia), e diferenças políticas levaram a um duelo entre ele e Vittorio Emanuele di Saboia, o conde de Turim, no qual ambos saíram feridos.

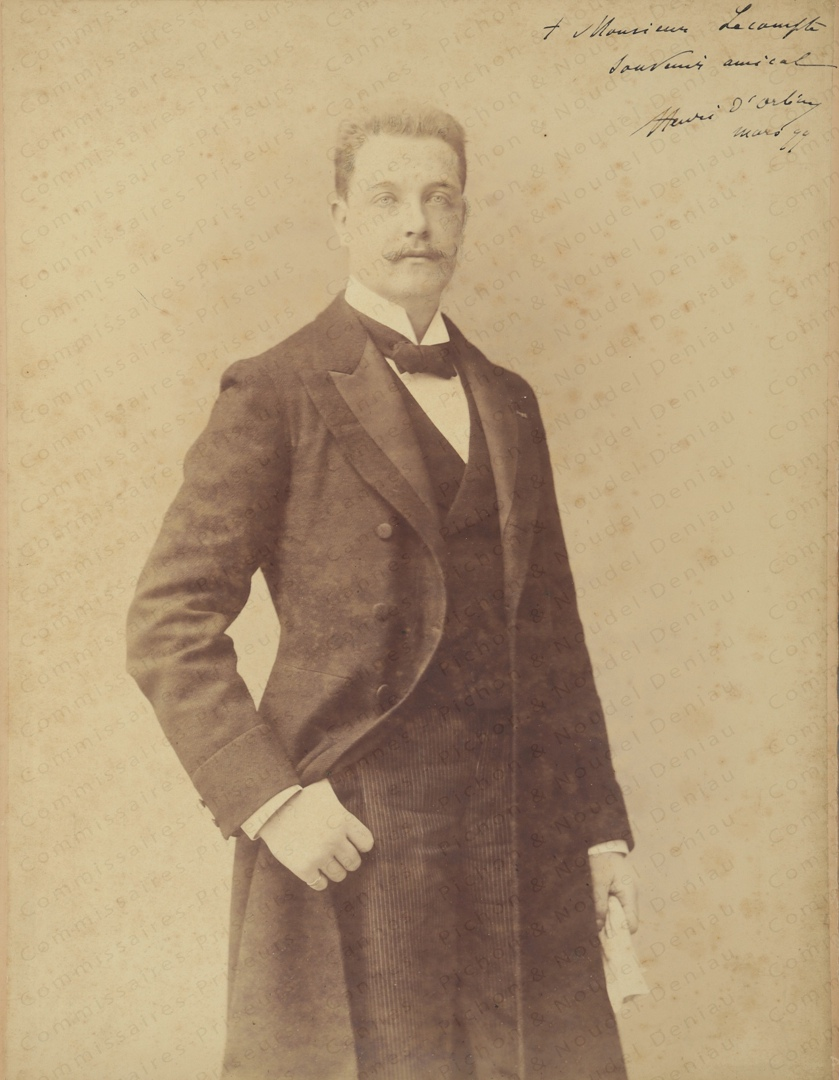
Príncipe Henrique.

O príncipe era um violento anglófobico; contudo, suas diatribes contra a Grã-Bretanha faziam contraste com a cordial recepção que recebeu em Londres, quando recebeu a medalha de ouro da Royal Geographical Society.
Ele morreu em Saigon, no Vietnã, aos trinta e três anos de idade.